# Jan Stanisławski
Jan Stanisławski (Vilshana, 1860. június 24. – Krakkó, 1907. január 6.) lengyel modernista festő, művészetpedagógus, különböző innovatív művészeti csoportok és irodalmi társaságok alapítója és tagja. 1906-ban a Krakkói Képzőművészeti Akadémia rendes professzora lett.

## Élete

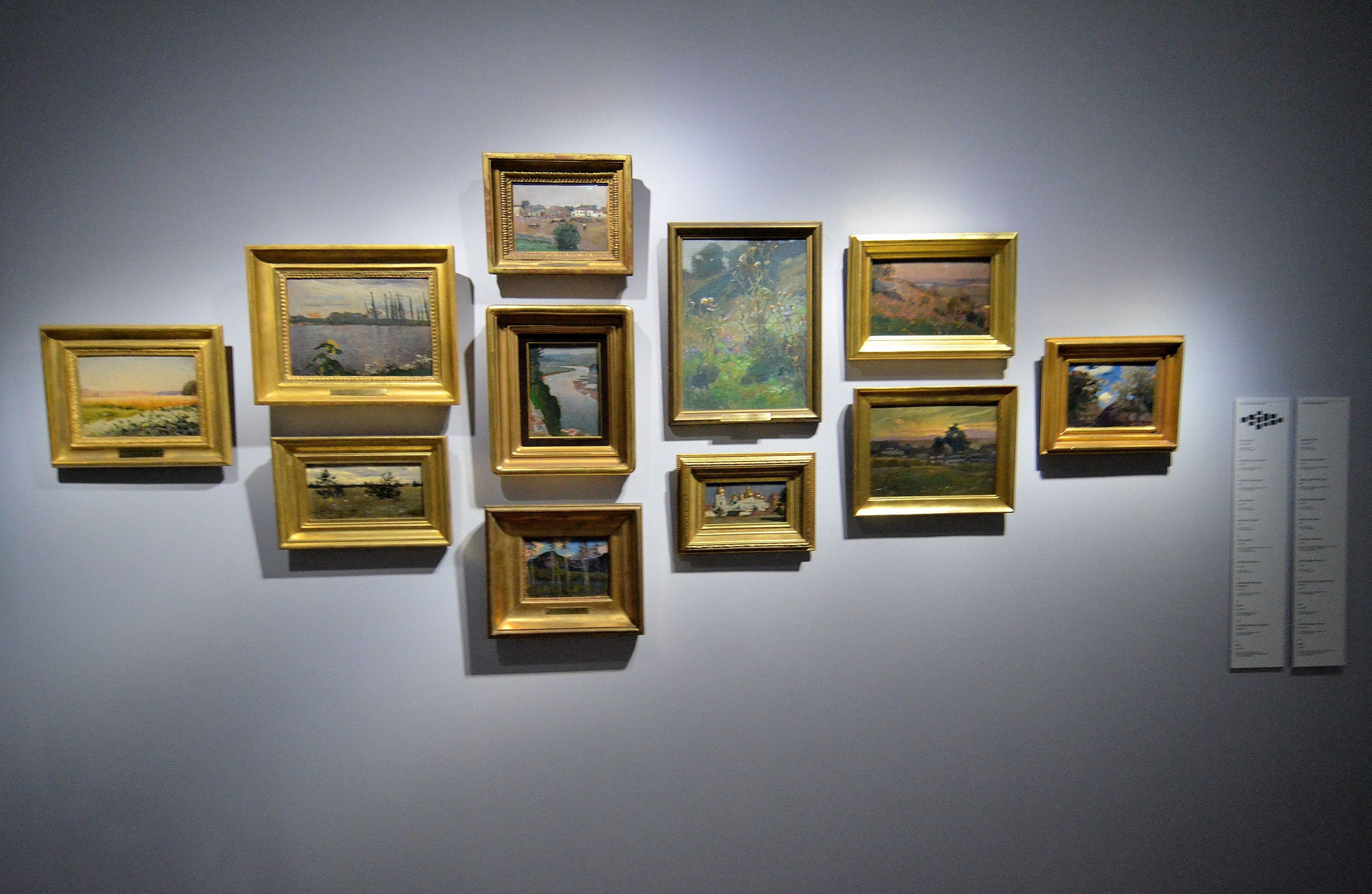
Festményei a Varsói Nemzeti Múzeumban

1879 és 1882 között a Varsói Egyetemen, majd a Szentpétervári Műszaki Intézetben tanult matematikát. A varsói művészeti stúdióban kezdett festészettel foglalkozni, amelyből később a Képzőművészeti Iskola jött létre Wojciech Gerson vezetésével. 1883-tól a Krakkói Képzőművészeti Akadémián folytatta a tanulmányait, majd 1885-ben Párizsban Charles Emile Auguste Durand mellett. A párizsi tartózkodása alatt sokat utazott, járt Olaszországban, Spanyolországban, Svájcban, Németországban, Ausztriában és Kelet-Galíciában.
Korai műveit 1890-ben a párizsi Salon du Champ-de-Mars megnyitóján, 1892-ben pedig a krakkói Képzőművészeti Baráti Társaságában állították ki. Az 1890-es években sokat utazott, és a vázlatfüzetei megteltek berlini, drezdai, prágai, krakkói és különböző ukrajnai rajzokkal.
Julian Fałattal együtt megfestette a Wojciech Kossak által készített Napóleon hadserege átkel a Berezinán című panorámakép tájképrészleteit.
1897-ben ő kezdeményezte és segítette a festészet és szobrászat külön kiállítását a krakkói Posztócsarnokban. Még abban az évben a krakkói Képzőművészeti Iskola tájképfestészet tanára lett, majd 1906-ban – miután az iskolát 1900-ban akadémiává minősítették át – teljes jogú professzori kinevezést kapott. Tanított még Teodor Axentowicz Női Festészeti és Rajziskolájában, valamint Teofila Certowicz Női Művészeti Iskolájában is Krakkóban.
1897-ben Krakkóban társalapítója volt a lengyel művészek Sztuka („Művészet”) társaságának. Később a társaság elnökhelyettese, majd elnöke lett, és számos általa szervezett kiállításon mutatta be a műveit. 1898-ban a bécsi szecesszió tagja lett, és a következő években velük együtt állította ki az alkotásait. 1901-ben alapító tagja lett a Lengyel Iparművészeti Társaságnak. Dolgozott a  Wawel újjáépítési bizottságában.
A halála után, 1907 novemberében a krakkói Képzőművészeti Baráti Társaság két kiállítást szervezett a Művészetek Palotájában, az egyikben 154 olajfestményét, valamint rajzait és akvarelljeit, a másikban pedig számos kiváló tanítványának munkáit mutatták be. A krakkói Rakowicki temetőben nyugszik.

## Képgaléria

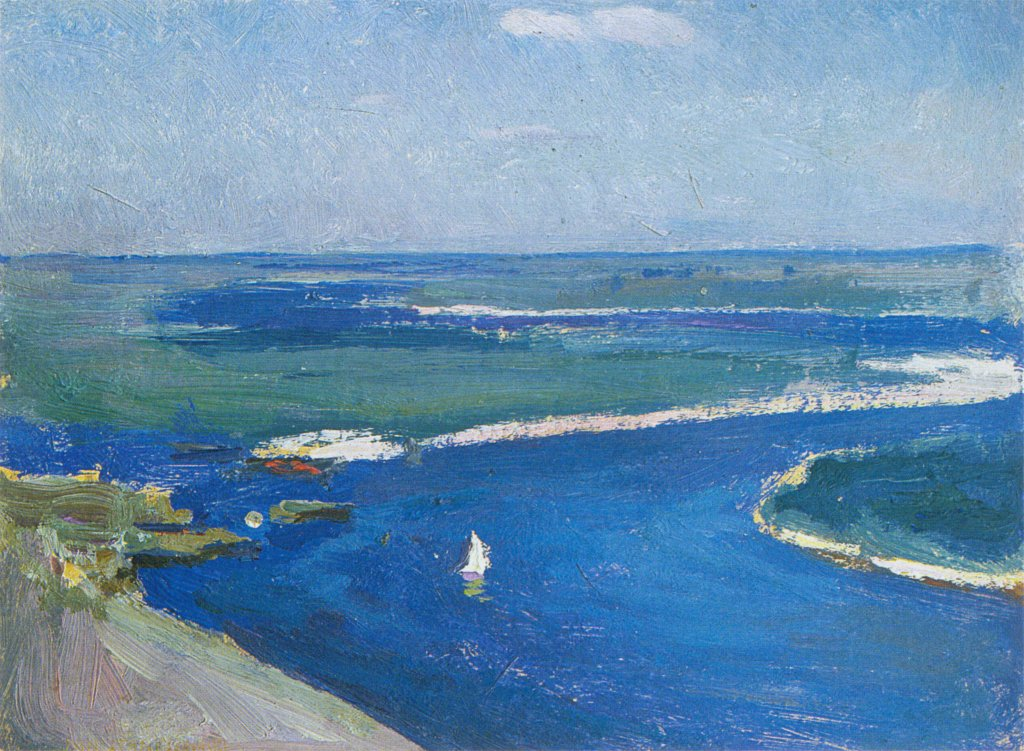
Dnyeper (1904) Krakkói Nemzeti Múzeum
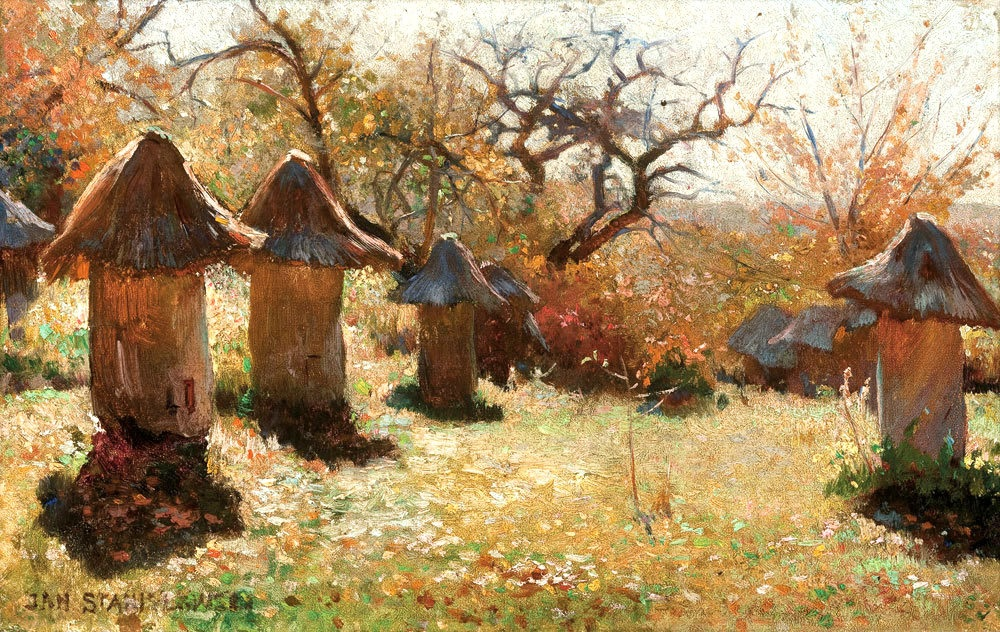
Méhkasok (1895 körül) Krakkói Nemzeti Múzeum
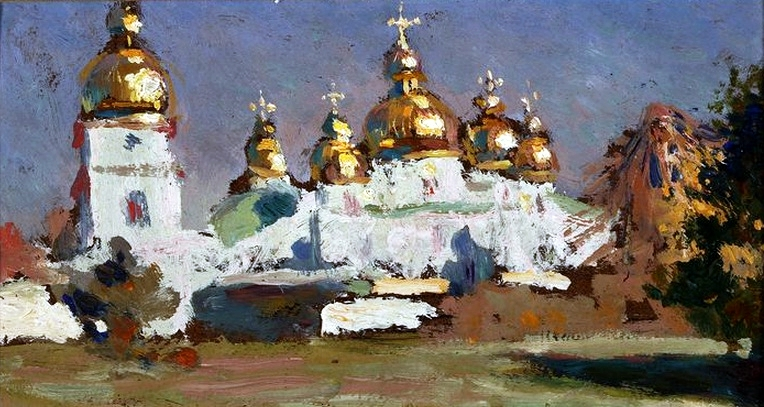
A Szent Mihály-székesegyház Kijevben (1903 körül) Varsói Nemzeti Múzeum
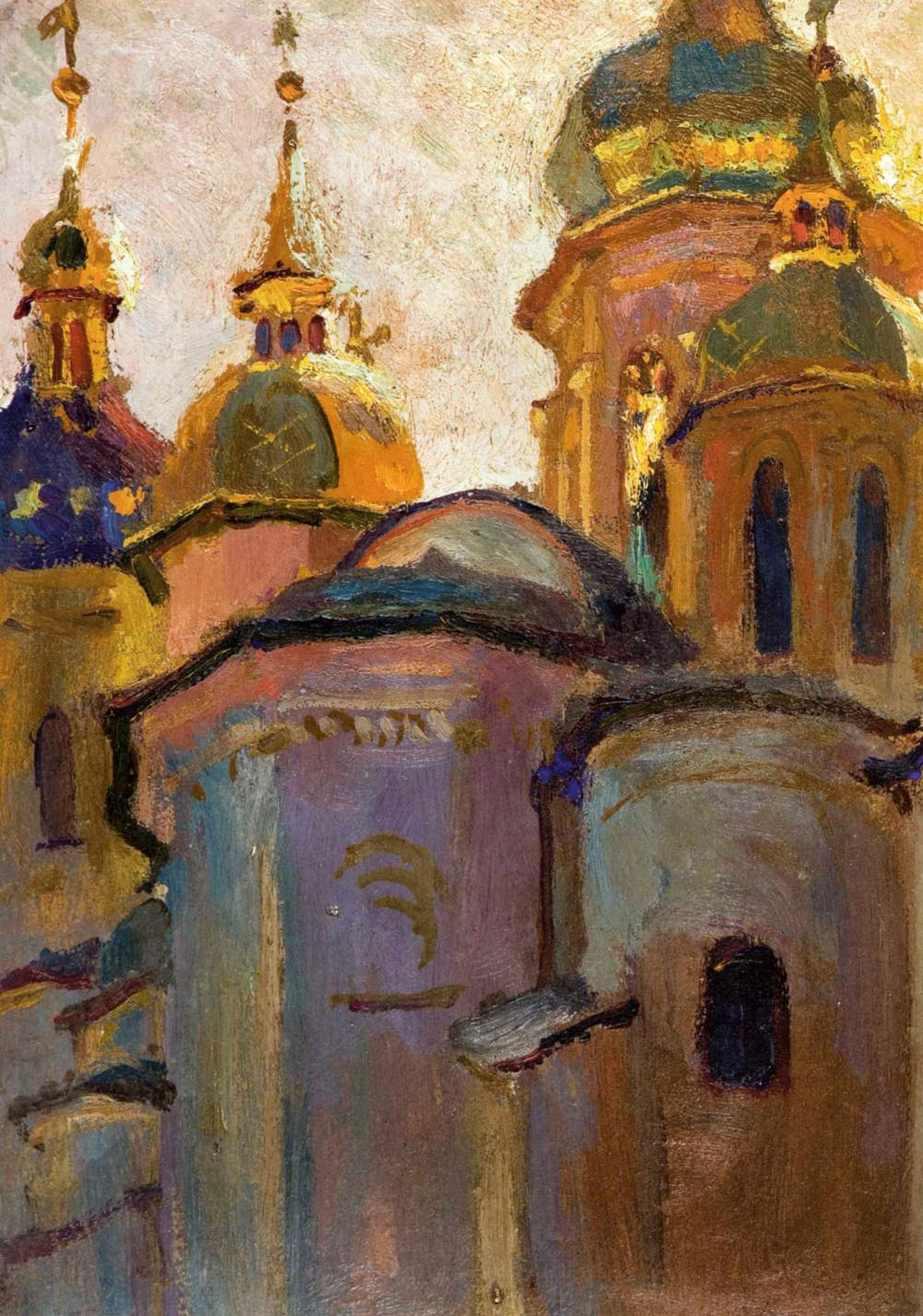
A Szent Szófia-székesegyház
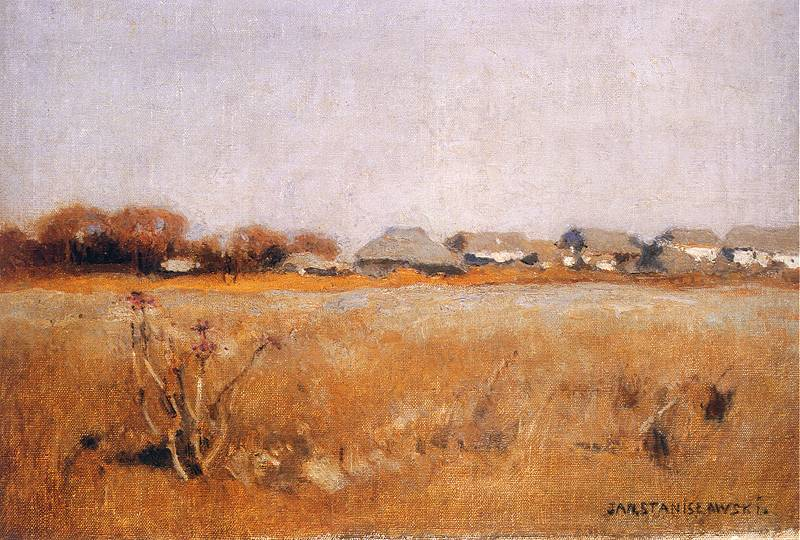
Valahol Ukrajnában (1900) magángyűjtemény

## Fordítás
- Ez a szócikk részben vagy egészben  a   Jan Stanisławski (painter) című angol Wikipédia-szócikk ezen változatának fordításán alapul.  Az eredeti cikk szerkesztőit annak laptörténete sorolja fel. Ez a jelzés csupán a megfogalmazás eredetét és a szerzői jogokat jelzi, nem szolgál a cikkben szereplő információk forrásmegjelöléseként.